# Kramgoa låtar 1997
Kramgoa låtar 1997 utkom 1997 på CD och kassettband., och är ett studioalbum av det svenska dansbandet Vikingarna. Melodin "Du gav mej ljusa minnen" blev albumets stora hitlåt och låg etta på Svensktoppen i fem veckor. Albumet sålde platina i Sverige, guld i Norge, och totalt 160 000 exemplar i Norden.

## Låtlista
1. Små nära ting
2. Samma tid samma plats
3. Du gav mej ljusa minnen
4. Good Luck Charm
5. Var det någnting som jag sa
6. Min barndomstid
7. Varför
8. I en roddbåt till Kina (On a slow boat to China)
9. Sån't rår inte åren på
10. Jag vill ha dej mer
11. En enkel sång om kärlek
12. Ingenting
13. Inga stora bevingade ord
14. Adios amigo

## Listplaceringar
| Lista (1997-1998) | Topplacering |
| ----------------- | ------------ |
| Finland           | 35           |
| Norge             | 5            |
| Sverige           | 2            |